# モウソウチク

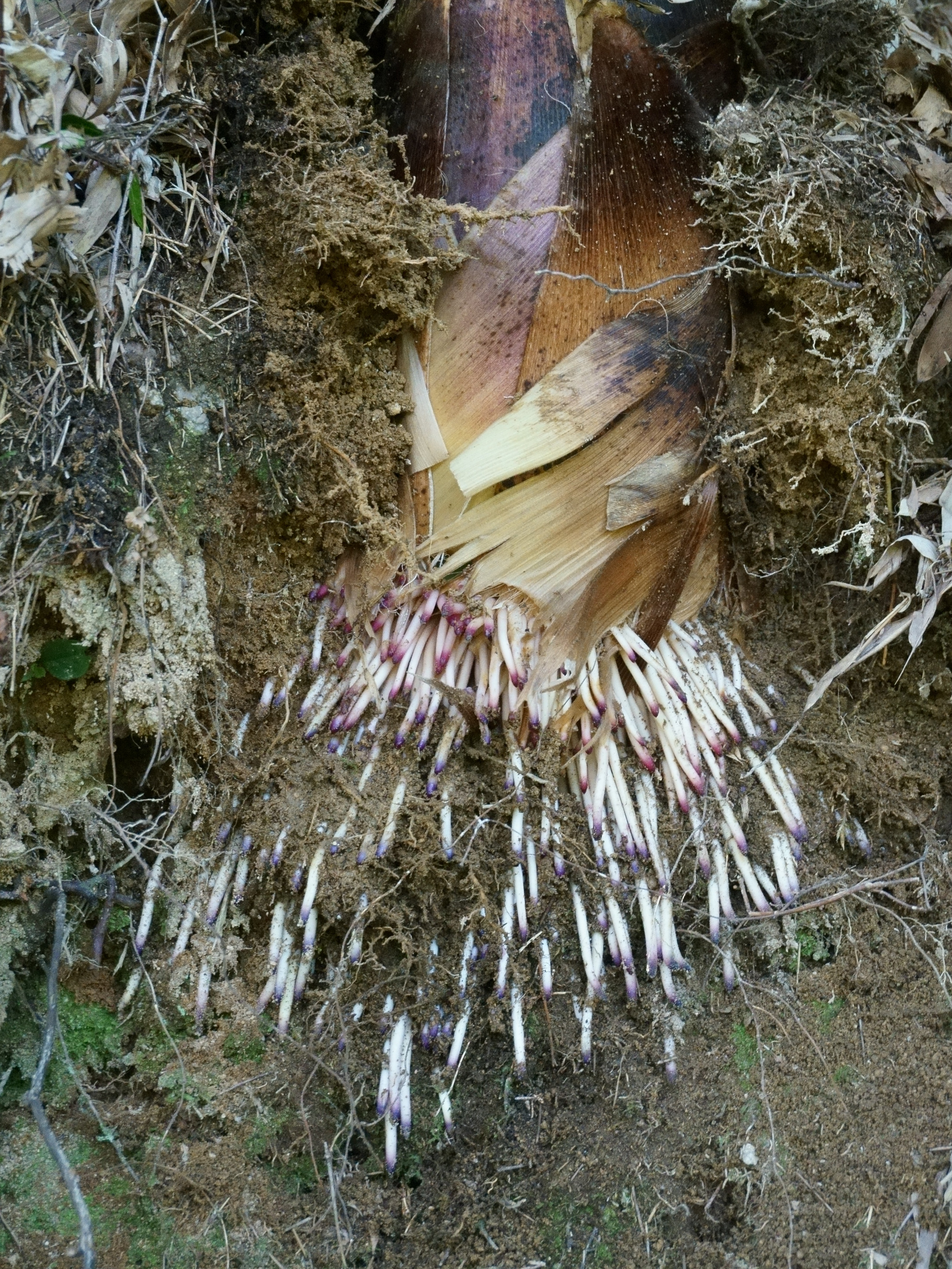
タケノコと根

モウソウチク（孟宗竹、学名: Phyllostachys edulis）はアジアの温暖湿潤地域に分布するイネ科マダケ属の竹の一種。中国原産。日本には18世紀に移入されたが、1970年代以降は竹林の放棄に伴う分布の拡大が問題視されたため産業管理外来種に指定されている。
種名は冬に母のために寒中筍を掘り採った三国時代の呉の人物、孟宗にちなむ。別名江南竹、ワセ竹、モウソウダケ。中国名は、毛竹（別名：貓頭竹、孟宗竹）。

## 特徴
高さ10 - 20メートル (m) 、径は8 - 20センチメートル (cm) になる常緑高木である。条件が良ければ、高さが25 mになるものもある。モウソウチクの節（環状隆起線）は一輪状であるのに対し、マダケやハチクは節が二輪状であることから区別できる。また、幹の太さは、モウソウチク、マダケ、ハチクの順に太く、モウソウチクの茎の表面は粉がふいたように白いのが特徴である。
葉は披針形で長さ4 - 10 cmとマダケよりも小さく、幅は4 - 10ミリメートル (mm) 、黄緑色で枝先に2 - 8枚ずつ密集して付き、裏面基部には軟毛がある。春に黄葉したあとに新しい葉に入れ替わる。枝は稈の中央部より上の節に2本ずつ互生する。
根茎による繁殖力が強く、地下茎を伸ばして分布を拡大する。タケノコは4月頃に出てくる。タケノコを覆う稈鞘（いわゆる竹の皮）は黒褐色で背面に粗い毛が生える。
花期は5月と9月だが、花はめったに咲くことはなく開花は数十年に一回ともいわれる。雌雄同株。花は両性花、風媒花である。モウソウチクの場合には開花すると地下茎まで枯れてしまい、ハチクのように地上部分は枯死しても地下茎は枯れないものと違いがある。

## 分布

### 原産地
中国大陸原産。

### 日本国内への移入
日本では北海道函館付近から九州、沖縄諸島に広く分布する。庭木として植えられたり、里山で見られる。
日本への移入時期は1728年、1736年など諸説ある。801年（延暦20年）、京都府長岡京市の海印寺、寂照院の開山・道雄上人が唐から持ち帰った、また1228年（安貞2年）に曹洞宗の開祖・道元禅師が宋から持ち帰った、などの説もあるが全国へ広まったのは薩摩藩による琉球王国経由の移入によってと考えられている。「南聘紀考　下」によると元文元年3月に島津吉貴が、琉球在番として琉球行きを命じられた物頭野村勘兵衛良昌に孟宗竹を輸入するように命じ、勘兵衛は琉球滞在中に清より輸入し、元文3年に帰国すると吉貴のいる仙巌園に孟宗竹を献上したという。
1970年代以降は竹林の放棄に伴い分布が拡大し、周辺の植生を破壊していることが問題視されている。詳細は竹害の記事を参照すること。

## 利用

### 食用
タケノコは4月頃に地下茎から発芽する。このタケノコは大型で肉厚で柔らかく、えぐみが少ないため食用に供される。湿潤で粘土質の竹林では良質のタケノコが採れる。

### 竹材
マダケに比べ完密度や材質の脆さなどがあり表面の緻密さも劣る。それでも花器、ざる、かご、すだれ、箸の他、鉄製品やプラスチック製品が普及するまでは建築材料、農業資材、漁業資材などとしても用いられてきた。また2000年代以降、野球で使用されるバットの原材料としての利用も盛んとなっている。

### 園芸
突然変異によって竹に奇形や斑入りを生ずることがあり、その中から園芸的価値のあるものが選抜栽培される。

### 耐用年数
平成20年度税制改正において、法人税等の「減価償却資産の耐用年数等に関する省令」が改正され、別表第四「生物の耐用年数表」によれば平成20年4月1日以後開始する事業年度にかかるモウソウチクの法定耐用年数は20年となった。

## 竹林の増加
モウソウチクは食用（タケノコ）や竹材として利用されていたが、安価な代替の素材の輸入などにより利用されなくなり放置竹林が問題化した。それによって引き起こされたモウソウチクの他植生への侵入によって、広葉樹の生長が阻害され枯死することが判明している。さらに、他の樹種の影響をうけにくい杉でさえもモウソウチクの特性（3ヶ月で最大まで生長する。柔軟なので風が吹く度にしなってスギへ当たる）により生長が妨げられ、放置されたスギ林へもモウソウチクがよく侵入して群落を拡大している。
地下茎の拡大は根元の周りに地下まで約1メートルの仕切板を埋め込むことで防ぐことができる。また、タケノコを継続的に採取して食用にすることも有効な駆除方法とされている。